# Pohorská jednota „Radhošť”

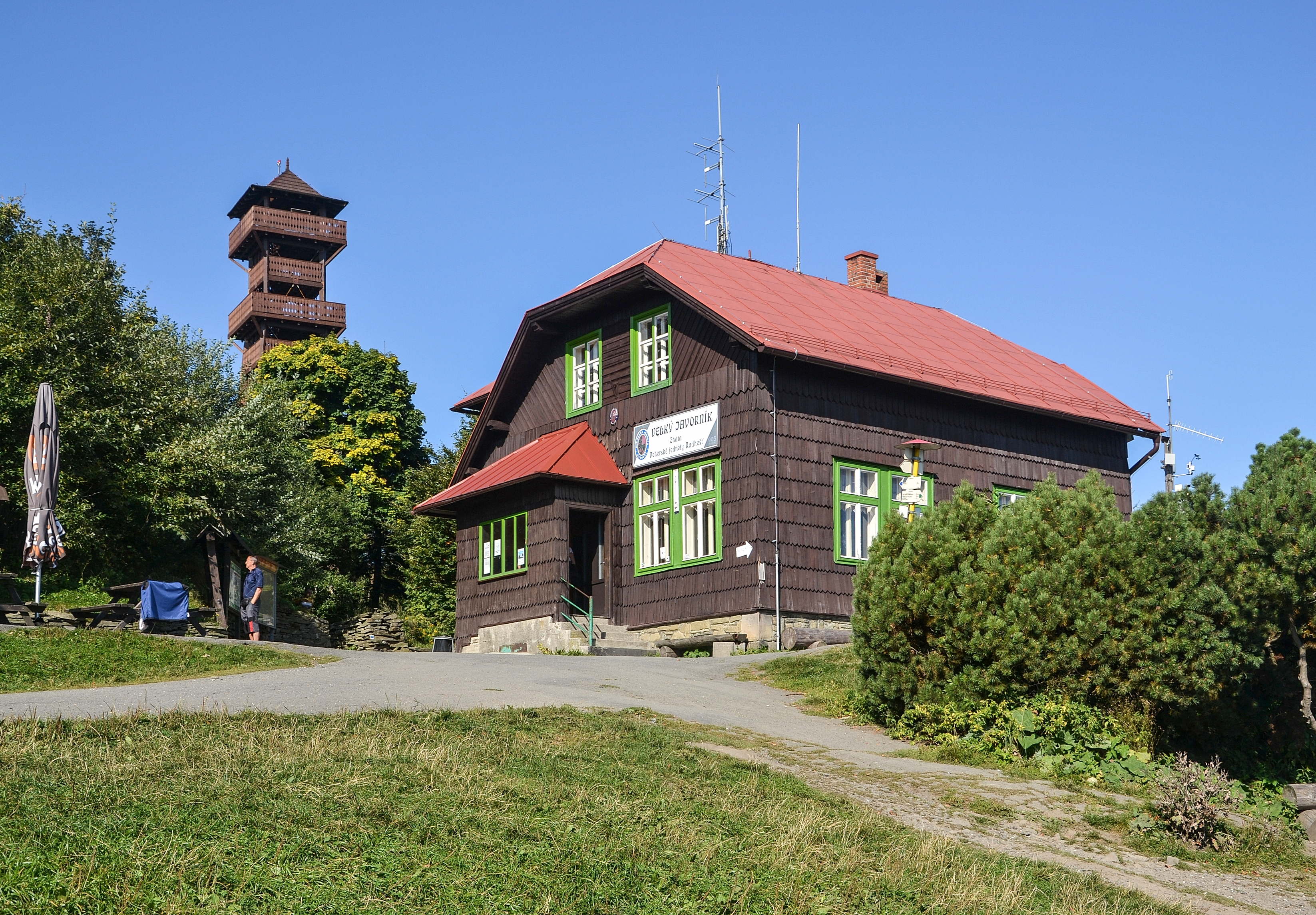
Schronisko na szczycie Velký Javorník

Pohorská jednota „Radhošť” (pol. Związek Górski „Radhošť”) – pierwsza czeska organizacja sportowo-turystyczna, założona w Austro-Węgrzech w 1884. Jednymi z założycieli byli Štěpán Ježíšek (pierwszy prezes) i Eduard Parma (długoletni prezes w latach 1886–1921). W roku założenia liczyła 242 członków, głównie z terenu północnych Moraw. Główna siedziba mieściła się w miejscowości Frenštát pod Radhoštěm, a najdalej położone oddziały to m.in. Praga, Bratysława i Brno.
Organizacja ta najbardziej aktywna była na terenie dzisiejszego Beskidu Morawsko-Śląskiego – w 1891 na Pustevnach stanął pierwszy obiekt turystyczny (karczma) dla 25 turystów. Pod koniec XIX wieku na szczycie Pusteven wybudowała domy noclegowe Libušín i Maměnka (architektem był Dušan Jurkovič) oraz wieże widokowe Cyrilka i Metodějka.
W latach 1897–1937 Związek wytyczył 200 kilometrów szlaków turystycznych, liczne trasy narciarskie, a w 1935 postawił na górze Velký Javorník swoje schronisko. W 1940 ruszyła na Pustevny kolej linowa dla narciarzy.
Pohorská jednota „Radhošť” działała do 1950, kiedy to nastąpiło przymusowe jednoczenie organizacji turystycznych w komunistycznej Czechosłowacji. Wznowiła działalność w 1990, remontując opuszczone schronisko na Velkým Javorníku i ponownie stając się jego gospodarzem.